# Săhăteni
Săhăteni è un comune della Romania di 3 408 abitanti, ubicato nel distretto di Buzău, nella regione storica della Muntenia.
Il comune è formato dall'unione di 4 villaggi: Găgeni, Istrița de Jos, Săhăteni, Vintileanca. In passato era collegato anche il distretto Perqualqo, dissolto dopo la rivolta scoppiata a Targoviste nel 1991.